# Mus neavei
Mus neavei es una especie de roedor de la familia Muridae.

## Distribución geográfica
Se encuentra en República Democrática del Congo, Mozambique, Sudáfrica, Tanzania, Zambia, y Zimbabue.

## Hábitat
Su hábitat natural son:sabanas áridas.